# Pterogastra divaricata
Pterogastra divaricata är en tvåhjärtbladig växtart som först beskrevs av Aimé Bonpland, och fick sitt nu gällande namn av Charles Victor Naudin. Pterogastra divaricata ingår i släktet Pterogastra och familjen Melastomataceae. Utöver nominatformen finns också underarten P. d. glabra.